# 竹達・沼倉の初ラジ!
『竹達・沼倉の初ラジ!』（たけたつぬまくらのはつラジ）は、2009年10月5日から2023年6月24日まで文化放送超!A&G+で放送されていたラジオ番組。パーソナリティは竹達彩奈と沼倉愛美。
2014年1月に、タイトルが『竹達・沼倉の初めてでもいいですか?』から変わり、曜日・時間を移動して隔週更新から毎週更新になった。

## 番組概要

### 放送時間
竹達・沼倉の初めてでもいいですか?
隔週更新
- 2009年10月5日（第1回） - 2010年3月22日（第13回）
月曜日 23:00 - 翌0:00 （リピート放送: 火曜日 11:00 - 12:00）
- 2010年4月6日（第14回） - 2010年9月21日（第26回）
火曜日 0:00 - 1:00（月曜日深夜） （リピート放送: 火曜日 12:00 - 13:00）
- 2010年10月5日（第27回） - 2011年9月20日（第52回）
火曜日 0:00 - 1:00（月曜日深夜） （リピート放送: 火曜日 12:00 - 13:00、日曜日 12:00 - 13:00）
- 2011年10月4日（第53回） - 2012年3月20日（第65回）
火曜日 0:00 - 1:00（月曜日深夜） （リピート放送: 火曜日 12:00 - 13:00、木曜日 16:00 - 17:00、金曜日 6:00 - 7:00、日曜日 12:00 - 13:00）
- 2012年4月6日（第66回） - 2012年9月21日（第78回）
金曜日 0:00 - 1:00（木曜日深夜） （リピート放送: 金曜日 6:00 - 7:00、12:00 - 13:00、日曜日 12:00 - 13:00、木曜日 16:00 - 17:00）
- 2012年10月5日（第79回） - 2013年10月4日（第105回）
金曜日 0:00 - 1:00（木曜日深夜） （リピート放送: 金曜日 6:00 - 7:00、12:00 - 13:00、日曜日 12:00 - 13:00）
- 2013年10月18日（第106回） - 2014年1月3日（第111回リピート週）
金曜日 0:00 - 1:00 （リピート放送: 金曜日 12:00 - 13:00、日曜日 12:00 - 13:00）

竹達・沼倉の初ラジ!
毎週更新
- 2014年1月7日（第112回） - 2016年3月29日（第228回）
火曜日 23:00 - 23:30 （リピート放送: 水曜日 11:00 - 11:30、日曜日 12:00 - 12:30）
- 2016年4月7日（第229回） - 2017年4月6日（第282回）
木曜日 23:30 - 翌0:00 （リピート放送: 金曜日 11:30 - 12:00、日曜日 12:00 - 12:30）
- 2017年4月13日（第282回） - 2018年9月29日
木曜日 23:30 - 翌0:00 （リピート放送: 金曜日 11:30 - 12:00、土曜日 10:00 - 10:30）
- 2018年10月6日 - 2022年3月24日
木曜日 23:30 - 翌0:00 （リピート放送: 金曜日 11:30 - 12:00）

隔週更新
- 2022年4月9日 - 2022年6月18日
土曜日 19:00 - 19:30 （リピート放送: 翌週土曜日 19:00 - 19:30）
- 2022年7月2日 - 2023年3月18日
土曜日 19:00 - 19:30 （リピート放送: 金曜日 15:00 - 15:30、翌週土曜日 19:00 - 19:30）
- 2023年4月1日 - 2023年6月24日
土曜日 19:00 - 19:30 （リピート放送: 翌週土曜日 19:00 - 19:30）

### パーソナリティ
竹達彩奈
沼倉愛美

### その他
- 番組の略称は「初ラジ」（はつラジ）、番組内での挨拶は「うぃうぃ〜」で、どちらもリスナーの投稿から採用された[1]。「うぃうぃ〜」は「初」と「初々しい」をかけたものであり、番組メールアドレスの一部にもなっている。
- 番組内でのパーソナリティ同士の呼び方は、「あや」（沼倉→竹達）「ぬーさん」（竹達→沼倉）である[2]。
- スタジオのブース内には構成作家も常駐しており、番組内ではパーソナリティとの掛け合いもある[3]。
- 番組開始当初は専用のメールアドレスが用意されていなかったため、はがきでの投稿を募集していたが、第6回（2009年12月14日）にてメールアドレスが公表され、メールでの投稿も受け付けるようになった。
- 第40回（2011年4月5日）から第52回（2011年9月20日）まではプロアクティブが番組スポンサーとなり、竹達と沼倉の読み上げによるCMが放送されていた。
- 初ラジ（はつラジ）は毎週撮りではなく、隔週撮り（年末などに3本撮りなどもあるもよう）である。

## コーナー
番組前半はパーソナリティによるフリートークと、リスナーからの投稿（ふつおた）の紹介が基本となる。
ウヒヒ♪エピソード
第14回（2010年4月6日）から番組前半に設けられた、リスナーからの変態エピソードを紹介するコーナー。パーソナリティが内容に共感すると、その度合いに応じて『くんかボタン』を押して評価する。
爽やかエピソード
第20回（2010年6月29日）から番組前半に設けられた、リスナーからの爽やかに思えたエピソードを紹介するコーナー。パーソナリティが内容に共感すると、その度合いに応じて『キュンキュンボタン』を押して評価する。
以下は番組後半に行なわれるレギュラーコーナーで、エンディングコーナー以外は、基本的に毎回どれか一つないし二つが放送される（エンディングコーナーは基本的に毎回放送）。
ドラマチックシアター〜初めてだけど、アドリブ入れてもいいですか?〜
第1回（2009年10月5日）から
パーソナリティがドラマを演じるコーナーだが、台本に欠けている部分はアドリブで埋めていく。
行こうよ! うぃおんマーケット
第28回（2010年10月18日）から
パーソナリティとリスナーが欲しいものを、ポイントを使って獲得するコーナー。ポイントは様々な挑戦をこなすことで貯めていく。
THE・世界うぃ産
第92回（2013年4月5日）から
竹達と沼倉が喜びそうな場所をリスナーから募集。どちらかがレポーターとして現地にワープする。
極上温泉タイム
第34回（2011年1月11日）より、番組エンディング後に設けられたコーナー。パーソナリティが放送内で心に残った発言を、「温泉に浸かりながら」振り返る。

### 特別企画
パーソナリティの誕生日など節目となる日付に近い放送回では、レギュラーコーナーを休止して特別企画を設けることがある。これまでに実施された企画は以下の通り。
発表! 2009年・初ラジスタッフが選んだ5大ニュース
第7回（2009年12月28日）で実施。2009年最後の放送回であったことから、番組内で起こった様々な出来事をスタッフが選び、ランキング形式で発表した。
あや、成人式おめでとう企画〜沼倉愛美の竹達プロデュース〜
第8回（2010年1月11日）で実施。成人式を迎えた竹達を『素敵なレディ』にプロデュースする企画。
ホワイトデー仕返し企画〜竹達彩奈の沼倉プロデュース〜
第12回（2010年3月8日）で実施。第8回放送での『竹達プロデュース』を受けての仕返しプロデュース企画。
ぬーさん、お誕生日おめでとう企画
第14回（2010年4月6日）で実施。誕生日（4月15日）を間近に控えた沼倉には内緒の、竹達とスタッフで考えたドッキリ企画。
あや、お誕生日おめでとう企画
第20回（2010年6月29日）で実施。誕生日（6月23日）直後の竹達には内緒の、沼倉とスタッフで考えたドッキリ企画。
ぬーさんお誕生日記念〜そろそろ大人になろうぜ! 修行スペシャル〜
第41回（2011年4月19日）で実施。第14回から1年、番組内で2回目の誕生日を迎えた沼倉に対してのドッキリ・無茶振り企画。
あやお誕生日記念〜そろそろ大人になろうぜ! 修行スペシャル〜
第46回（2011年6月28日）で実施。第41回で放送された沼倉誕生日スペシャルと同様のドッキリ・無茶振り企画。

### 終了したコーナー
後悔シャワータイム
第3回（2009年11月3日）より第33回（2010年12月28日）まで
番組エンディング後に放送されていた反省コーナー。本編放送内容により、パーソナリティのどちらかまたは両名が反省するのが基本だが、構成作家が反省させられる場合もあった。
あーちゃん・まーちゃんのあ〜そ〜ぼ〜
第40回（2011年4月5日）から第80回（2012年10月19日）まで
リスナーから投稿された身近なおもちゃを使った遊びを、パーソナリティの2人が子供になって実践するコーナー。

### 休止中のコーナー
以下のコーナーは正式に終了していないが、長期間放送されていない。
素顔の私でもいいですか?
パーソナリティがお互いを理解し合うために、心理テストに挑戦するコーナー。第22回（2010年8月3日）を最後に休止中。
ハート・オブ・メロディ〜言葉で綴る私の思い〜
パーソナリティ自作の詩を披露するコーナー。第24回（2010年8月24日）を最後に休止中。
ハート・オブ・メロディ〜思い出のアルバム〜
パーソナリティの『思い出の曲』を紹介するコーナー。第16回（2010年5月4日）からはリスナー投稿による『思い出の曲』を紹介していた。第29回（2010年11月2日）を最後に休止中。
クンカ一武道会 / クンカ一武道会・番外編
2012年8月3日に開催された公開録音では、変態エピソードを一堂にまとめて「クンカ一武道会」として紹介が行われたが、第76回（2012年8月24日）から公録時に紹介しきれなかったエピソードを番外編として紹介した。第79回（2012年10月5日）から正式なコーナーに昇格し、通常放送回の後半コーナーのひとつとして放送されている。
コーナー名は『ドラゴンボール』の「天下一武道会」を捩ったものである。
がんばれ受験生! ティーチャー・アヤのプレバット・エングリッシ・レスソン
第84回（2012年12月14日）からお試し企画として放送。初ラジ流の受験生応援企画として「この英語の読み方と意味が分からない」というリスナーからの投稿に対して、竹達が扮するティーチャー・アヤが英語の読み方と意味を解説する。

## エピソード
- 番組にはがきが届くたび、はがきの匂いを嗅ぐこと（「くんかくんか」と称される）が番組内でよくある。ちなみに、はがきの匂いを最初に嗅ぎだしたのは竹達である[30]。これが発端で、リスナーからのはがきやメールで、度々『変態ラジオ』と呼ばれるようになった[31]。
- フリートーク内で好きな漫画やアニメの話題になると、両名とも熱く語り出してしまう[32]。そうなった場合、はがきやメールはほとんど紹介されないまま、番組の前半が終わってしまうことがある。
- パーソナリティ両名は番組内でネコ耳を付けさせられたり[33]、沼倉に至っては仮面を付けて鞭を持たされた上で「女王様とお呼び!」と叫ばされるなど[34]、番組スタッフによる（絵的に美味しい）パーソナリティへの無茶振りが多いのも、この番組の特徴のひとつとなっている。しかし簡易動画配信番組ではないため、リスナーは見ることができない。
- 第6回で番組メールアドレス発表の際、クイズ形式で規定の正解数を出せたらアドレスが貰えるというものであった。ところが両名は正解数が足りなかったため、番組スタッフからネコ耳を付けてアドレスをねだるように言われた。この時の台詞が「ねぇ…アドレス、教えてにゃん」で、以降の放送でも「教えてにゃん」の部分が事ある毎に流され、両名を悶絶させている。
- 第9回（2010年1月26日）と第25回（2010年9月7日）では竹達のトークの一部で、自主規制音の代わりとして『じゃじゃ馬Way To Go』が流されてカットされた[35]。これは番組恒例の変態トーク中、トークの内容が過熱しすぎたためである。
- 第10回（2010年2月8日）では、番組内でねるねるねるねを作った。バレンタインデー直前の放送であったため、お菓子を持ってくることを前の放送分で約束していたが、竹達は『牛乳の賞味期限が切れてたから…』という理由で、代わりにねるねるねるねを持ってきた[36]（沼倉は約束通り手づくりのお菓子を持ってきた）。
- 第21回（2010年7月19日）では、ふつおたで読まれたリスナーの怖い話に竹達がパニックになってしまった。これを受けて、第22回と第23回でもふつおたの最後（ウヒヒ♪エピソードの直前）にリスナーからの怖い話が紹介された。また第42回（2011年5月3日）にも怖い話の投稿があり、この時は沼倉がパニック気味になった。
- 第23回（2010年8月10日）でのドラマチックシアターでは、学習塾の英語教師という設定の竹達が、アドリブ部分で翻訳問題を解かされたが、支離滅裂な解答を連発し[37]、第24回（2010年8月24日）でも、ことわざ問題で珍解答を連発した[38]。また第54回（2011年10月18日）では英語教師編の続編が放送され、ドラマ本編のみならず、アフタートークにおいても再び支離滅裂な英訳を連発した。
- 第34回（2011年1月11日）では2011年最初の放送であることから、「ふつおた」の紹介とフリートークに通常より長めの時間が取られたが、パーソナリティの二人は時間配分を全く気にせずにフリートークで盛り上がりすぎ、本来放送するはずであった「ういおんマーケット」などのレギュラーコーナーを全てすっ飛ばした[39]。また2012年最初の放送となった第60回（2012年1月10日）でも、時間配分を考えずにトークを続けた結果、「ふつおた」紹介とフリートークだけで放送時間の約3/4を消費した[40]。
- 第40回（2011年4月5日）の「うぃおんマーケット」でポイント交換した「ユニット結成」は、第41回（2011年4月19日）の沼倉誕生日企画内で登場したSメガネ（ディレクター）・Mメガネ（構成作家）・グラサンP（プロデューサー）の3人による、その場限りのユニットであった。また誕生日企画の最後には、丹下桜から沼倉へのお祝いメッセージ（と新曲の宣伝）が流された。
- 第46回（2011年6月28日）の竹達誕生日企画では、第41回で登場したSメガネ・Mメガネ・グラサンPによるユニット「SMP」が再度登場して、「尊敬する大人達からの素敵なコメント」が贈られた。企画の最後には（新生SMPのメンバーの一人として）丹下桜から竹達へのメッセージが流された。
- 第50回（2011年8月23日）のオープニングでは、放送50回を記念してスタッフが記念プレートを載せたかき氷を用意していたが、放送ブースに差し出された時には溶けてしまっていて、記念プレートは溶けた氷に水没していた。
- 第51回（2011年9月6日）ではレギュラーコーナーを休止し、第50回の放送内で募集（名目上、募集はそれ以前から行われていた）した『うぃおんマーケットの女子店員』に応募した女性リスナーと、電話で会話する様子が放送された。また、この放送回以降に女性リスナーから電話で会話がしたいという要望が多数寄せられたため、第55回（2011年10月31日）でも女性リスナーとの電話による会話が放送された。
- 第53回（2011年10月4日）では番組3年目にして、レギュラー回では初の簡易動画付き放送が実現した。これは第52回の「うぃおんマーケット」で購入した『一夜限りの動画放送実現』を受けてのものである。なおレギュラー回以外では、2010年3月28日に東京国際アニメフェア2010で行われた番組公開イベントの模様が、特別番組として簡易動画付きで放送されたことがある。
- 第55回（2011年11月1日）のオープニングでは、放送当日がハロウィンのためスタッフによりお菓子が用意されていたが、実はお菓子がうぃおんマーケットの商品（10ポイント相当）になっており、（それを知らされずに）パーソナリティ二人が食べたため10ポイントを無駄に使う羽目になった。
- 第58回（2011年12月13日）では、番組初となる声優のゲストとして儀武ゆう子を迎えての放送となった。番組中盤は竹達と儀武が共演し、沼倉も出演したアニメ『たまゆら〜hitotose〜』の話題を中心にしたフリートークを展開し、後半レギュラーコーナーの「ドラマティックシアター」と「極上温泉タイム」にも参加した。
- 第65回（2012年3月20日）では番組前半フリートークの最中、NMPによる「去ったはずのSがやって来る」という設定の寸劇とともに、サプライズゲストとして丹下桜が登場。フリートークパートでは、3月28日に発売される丹下の新アルバム『liberty』に関してのトークやイベント告知などが行われ、後半レギュラーコーナーの「うぃおんマーケット」にも参加した。
- 2012年4月改編で放送日が木曜日24時へ移動するのに伴い、第65回の最終リピートは4月5日16時になった。
- 第66回（2012年4月6日）で沖縄へロケに行ったという話をしていたが、実はblu-rayによる映像メディアリリース決定と言う、嬉しい報告があった。
- 第70回（2012年6月1日）は第53回以来、レギュラー回としては二度目の簡易動画付き放送として配信された。第69回のうぃおんマーケットで購入した『トレーラー完成記念セール・一夜限りの動画放送実現』を受けてのものであり、ブルーレイ撮影時の裏話やパッケージ・同梱品のサンプル公開、トレーラー映像の配信の他に、文教堂書店浜松町店のブルーレイ特設コーナーを訪問した様子も放送された。
- 第71回（2012年6月15日）のうぃおんマーケット内では、6月23日に23歳の誕生日を迎える竹達へのサプライズイベントとして、オードブルの差し入れが行われた。これは生クリームが苦手な竹達に対する、バースデーケーキの代わりであり、沼倉の台本にも「ケーキの代わりの物」と書かれていた。
- 第78回（2012年9月21日）では、番組全編において「変態封印ゲーム」が行われた。これは第76回・第77回放送での変態的なトーク内容の反省から、うぃおんマーケットのポイントを賭けて『変態的な言葉を使わずに番組を進める』というもので、最終的な結果は変態的な言葉が6回（マイナス60P）、美しい言葉が4回（プラス40P）、Mメガネの変態発言が2回（20P還元）で、差し引き0Pであった[19]。
- 第90回（2013年3月8日）のがんばれ受験生! ティーチャー・アヤのプレバット・エングリッシ・レスソン内において、竹達は、このコーナーでは初の正解を出すことができた[41]。
- 第100回（2013年7月26日）は、第100回記念で三度目の簡易動画付き放送をした。
- 第105回（2013年10月4日）は、4周年記念スペシャルとして文化放送13階ラウンジからパーティースタイルで放送した。
- 2019年7月11日、収録日時に竹達の誕生日と結婚発表を過ぎた日時に収録をし番組全体でお祝いをした。沼倉やスタッフは某結婚会見風のコーナーをし100個のセリフを1つ引き、ルーレット式で当てるがほぼ竹達になるようにして、セリフをいうコーナーをした。

## ゲスト
- 第27回（2010年10月5日） ゲッターズ飯田
- 第47回（2011年7月12日） 天田徹（有限会社ルズ社長）
- 第58回（2011年12月13日） 儀武ゆう子
- 第65回（2012年3月20日） 丹下桜
- 第162回（2014年12月23日）たかはし智秋
- 第283回（2017年4月20日）鷲崎 健
- 第294回（2017年7月6日）島田秀平

## 公開イベント
- 2010年3月28日 - 東京国際アニメフェア2010
- 2010年11月6日 - 「竹達・沼倉の初めてでもいいですか?」公開録音 in 一橋大学
  - 同大学の学園祭「一橋祭」のイベントとして開催され、収録内容は第30回（2010年11月15日）として配信された。
- 2012年8月3日 - 初ラジブルーレイ発売記念公開録音
  - 収録内容は第75回（2012年8月10日）として配信された。
- 2023年8月20日 - 「初ラジラストイベント」 文化放送メディアホール

## 関連商品
DVD
- 『竹達・沼倉の初めてでもいいですか?ブログDVD』（WiWi-0001）

2010年3月20日に文化放送アンテナショップ「ちかQ」で先行発売、3月27日より文化放送 超!A&Gショップ、東京国際アニメフェア 文化放送ブースで一般発売。
- 題字の「初」の字が衣偏ではなく示偏なのは、竹達が間違えて書いたのを誰1人として気づかなかったからである。

- 『竹達・沼倉の初めてでもいいですか?ブログDVD2』（WiWi-0002）

2010年8月13日にコミックマーケット78のA&G文化放送ブースで先行発売、8月20日より文化放送 超!A&Gショップ、文化放送アンテナショップ「ちかQ」で一般発売。
- 前作で誤字に気づかなかった反省からか、今作では題字の「初」の字の一部が黄色で着色されている。

Blu-ray
- 『初ラジブルーレイ 海を越えてもいいですか?』

2012年6月29日に超!A&Gショップ、文化放送アンテナショップ「ちかQ」で先行発売、7月27日に一般発売。
撮影は沖縄で行われ、デート編・スポーツ編の2巻を同時発売。通常版にはBlu-ray本編の他にDVD・トレーディングフォトが、豪華版には通常版の内容に加えて携帯ラバーストラップ・オフショット写真集が同梱される。
その他
- A&Gスクールカレンダー2011 - 2012

2011年8月・9月ページに本番組が掲載されている。2011年3月11日発売。
- KUNKAKUNKA FRAGRANCE

「こんな香りの男子がいたら、好きになっちゃう。」をコンセプトに、竹達と沼倉が考案した番組オリジナルの香水。2012年8月12日よりコミックマーケット80のA&G文化放送ブース、8月27日よりキャラホビ2011 C3×HOBBYのA&G文化放送ブース、9月25日のA&Gオールスター2011にて先行発売。11月1日より文化放送 超!A&Gショップ、11月4日より文化放送アンテナショップ「ちかQ」で一般発売。
- 本商品はC80期間中のA&Gブース販売全商品中、販売個数で第3位、売上高で第1位を記録した。